# 新韋弗利 (印第安納州)
新韋弗利（英語：New Waverly）是位於美國印地安納州卡斯縣的一個非建制地區。

## 地理
新韋弗利的座標為40°45′51″N 86°11′33″W / 40.76417°N 86.19250°W，而該地的平均海拔高度為207米（即679英尺）。